# Je'Rod Cherry
Je'Rod Cherry é um jogador profissional de futebol americano estadunidense que foi campeão da temporada de 2001 da National Football League jogando pelo New England Patriots.